# Nissan Ariya Single Seater
La Nissan Ariya Single Seater est un concept car de Formule E du le constructeur automobile japonais Nissan.

## Historique
L'Ariya Single Seater a été présenté lors de l'événement Nissan Futures par Alfonso Albaisa.

## Référence
1. ↑  « Nissan dévoile le concept monoplace Ariya Single Seater » , Nissan (consulté le 26 novembre 2023).